# 711 TCN
711 TCN là một năm trong lịch La Mã.